# جوائز السينما المستقلة البريطانية
جوائز السينما المستقلة البريطانية هي حفل جوائز سنوي يكرم الأفلام الممولة بشكل مستقل، انطلق في سنة 1998. يتم الإعلان عن الترشيحات في بداية نوفمبر ويقام حفل توزيع الجوائز في أواخر نوفمبر أو أوائل ديسمبر.

## وصلات خارجية
- جوائز السينما المستقلة البريطانية على موقع IMDb (الإنجليزية)
- الموقع الإلكتروني